# Zamach na Jamesa Garfielda
Zamach na Jamesa Garfielda – wydarzenie w historii Stanów Zjednoczonych, mające miejsce 2 lipca 1881 roku w Waszyngtonie, w wyniku którego zginął dwudziesty prezydent USA James Abram Garfield. Sprawcą zamachu był prawnik, Charles Julius Guiteau.

## Przyczyny

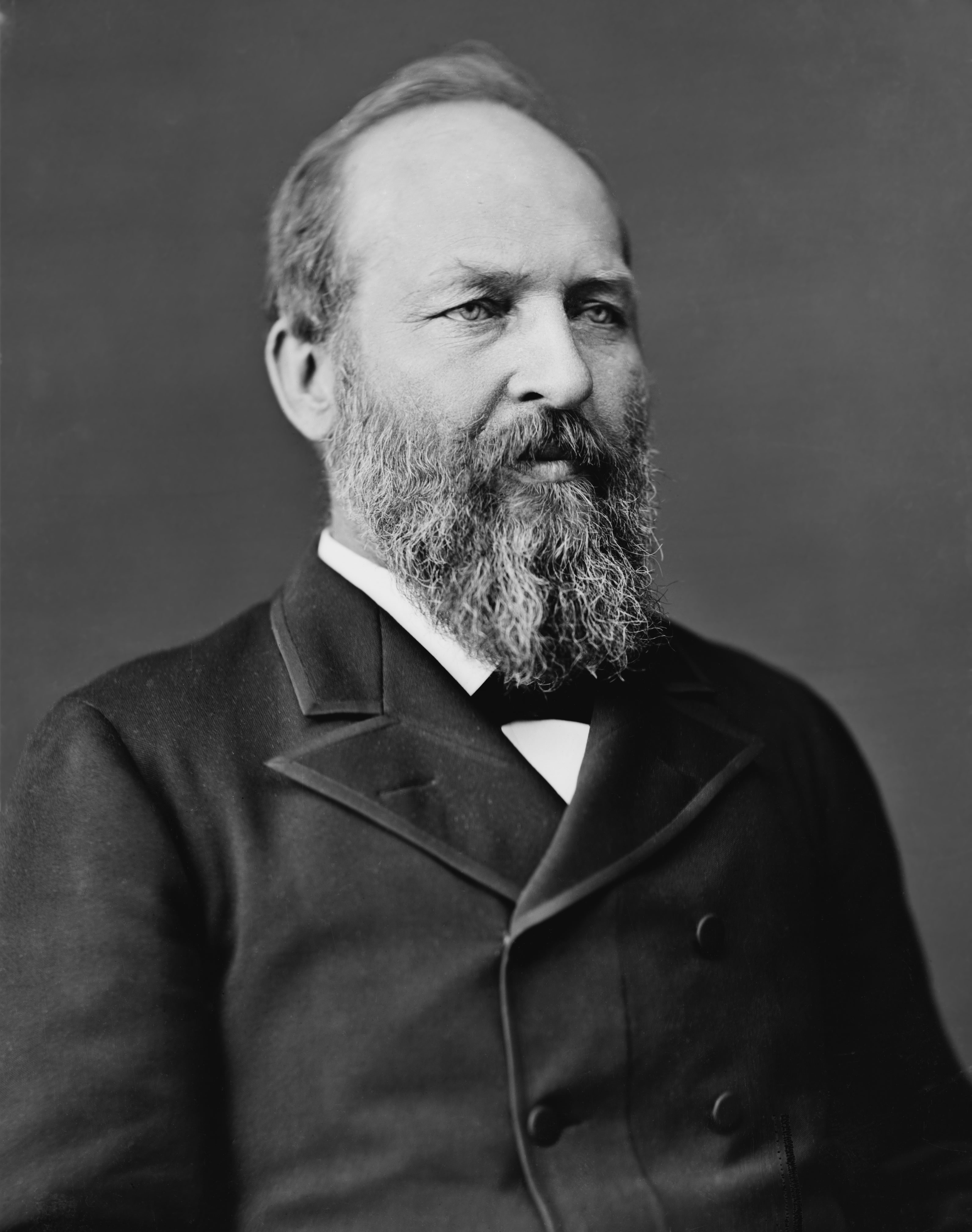
Prezydent James Garfield w latach 70. XIX wieku

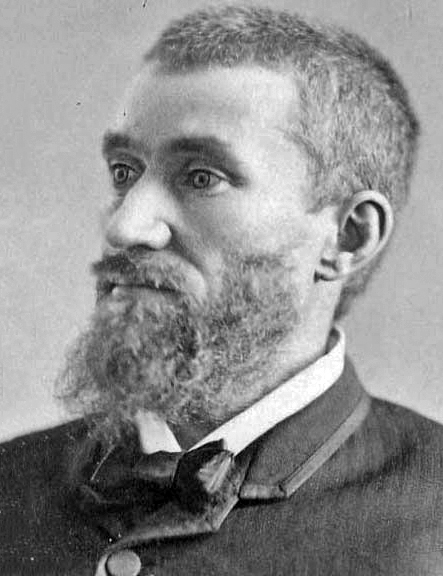
Charles J. Guiteau, zabójca Garfielda

Podczas trwającej w 1880 roku kampanii prezydenckiej Partia Republikańska chciała, by o reelekcję ubiegał się Rutherford Hayes. Kiedy jednak ten odmówił, frakcja konserwatywna („Stalwarts”) chciała desygnować na trzecią kadencję Ulyssesa Granta. W wyniku powstałego impasu, kandydatem został James Garfield.
Zabójca Garfielda, Charles Guiteau, był z zawodu prawnikiem i teologiem. W wyniku niepowodzeń w interesach i działalności religijnej w 1880 zaangażował się w politykę. Związał się z konserwatywnym skrzydłem Republikanów, które lobbowało kandydaturę Granta, a było w opozycji do Garfielda. Po zaakceptowaniu kandydatury tego ostatniego, Guiteau zmienił pogląd i poparł kandydaturę Garfielda. Napisał wówczas esej pt. „Garfield przeciw Hanckockowi” (Winfield Hancock był kandydatem Demokratów). Będąc przekonanym o walnym przyczynieniu się do zwycięstwa Garfielda, Guiteau pisał liczne listy do Białego Domu, w których wyrażał oczekiwania nadania mu lukratywnego stanowiska. 8 marca 1881 został on przyjęty przez samego prezydenta, który uznał Guiteau za człowieka niekompetentnego i niezrównoważonego. Prawnik zabiegał wówczas o stanowisko konsula we Francji, jednak prezydent zdecydowanie odmówił. 14 maja sekretarz stanu James Blaine wyrzucił z Białego Domu Guiteau, mówiąc „Proszę nie rozmawiać ze mną na temat stanowiska w paryskim konsulacie, tak długo jak Pan żyje.”. Wydarzenia te zaważyły o zamiarze zamordowania Garfielda.

## Plan zabójstwa

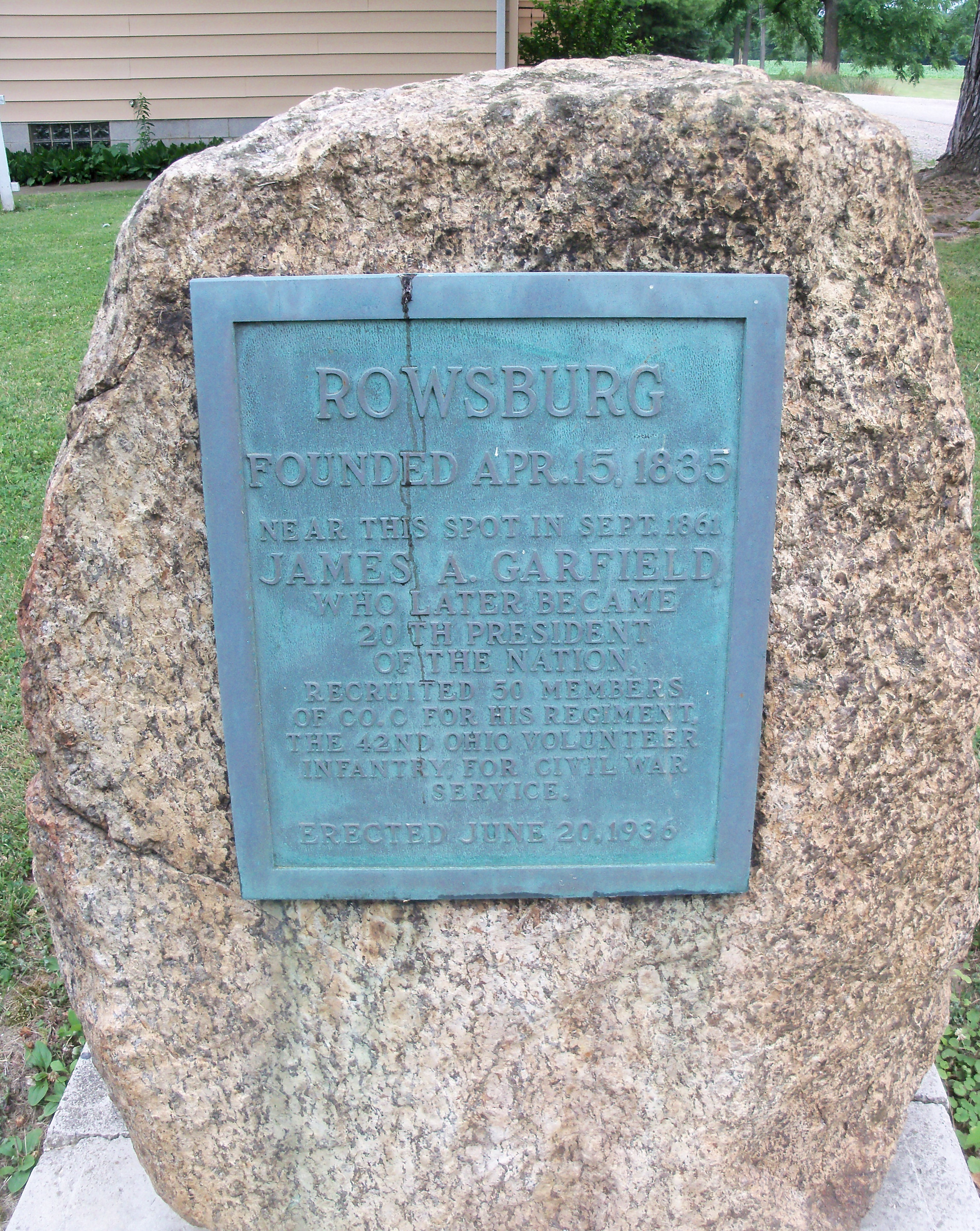
Obelisk upamiętniający prezydent USA Jamesa Garfielda w Rowsburg w stanie Ohio

Rozgoryczony Guiteau, twierdząc że Bóg nakazuje mu zabić prezydenta, zakupił rewolwer British Buldog, kaliber 44. 23 maja napisał ostatni list do Garfielda, żądając dymisji Blaine’a i grożąc jemu i całej Partii Republikańskiej. Niecały miesiąc później, 16 czerwca, napisał list, w którym stwierdził, że postanowił zabić prezydenta, jednak uważał, że „nie jest to morderstwem a polityczną koniecznością”. Początkowo planował zabić prezydenta przed Białym Domem, lecz uznał, że miejsce to jest zbyt niebezpieczne. Ponowną okazją do dokonania zamachu miał Guiteau 12 czerwca, kiedy to obserwował Garfielda w kościele; uznał jednak, że ucierpieć mogą też niewinne osoby i zrezygnował z tego pomysłu. Kilkakrotnie także śledził prezydenta, idącego z żoną Lucretią, jednak widok schorowanej pierwszej damy sprawiał, że zamachowiec odstępował od swoich zamiarów. Kolejną szansę Guiteau miał 1 lipca, jednak, jak później stwierdził, było wówczas gorąco i czuł się zbyt zmęczony. Zamachu dokonał następnego dnia.

## Przebieg zamachu
2 lipca James Garfield miał zamiar pojechać do Nowej Anglii i spędzić tam czas z rodziną. Około godziny ósmej przybył do niego sekretarz stanu, James Blaine, który miał odwieźć prezydenta na dworzec kolejowy Baltimore and Potomac Railroad. Wraz z Garfieldem i Blainem byli także dwaj synowie prezydenta: Harry i James, a także sekretarz wojny Robert Todd Lincoln (syn Abrahama Lincolna).
Charles Guiteau przybył na dworzec kolejowy wcześnie rano. Przyjechał tam dorożką, a dorożkarzowi powiedział pół-żartem, że ten odwiezie go potem do więzienia. W pobliskim kiosku zdeponował paczkę ze swoją autobiografią, a następnie udał się do toalety, by sprawdzić, czy rewolwer jest sprawny. Gdy zobaczył przybyłego na dworzec prezydenta, zaszedł go od tyłu i oddał do niego dwa strzały. Krzyknął wówczas „Należę do frakcji Stalwarts. Teraz prezydentem Stanów Zjednoczonych jest Arthur.”. Widząc broń, Garfield zdołał jedynie wykrzyknąć „Mój Boże. Co to jest?”. Pierwsza z kul podziurawiła jedynie płaszcz, natomiast druga z nich utknęła w plecach prezydenta.

## Śmierć prezydenta

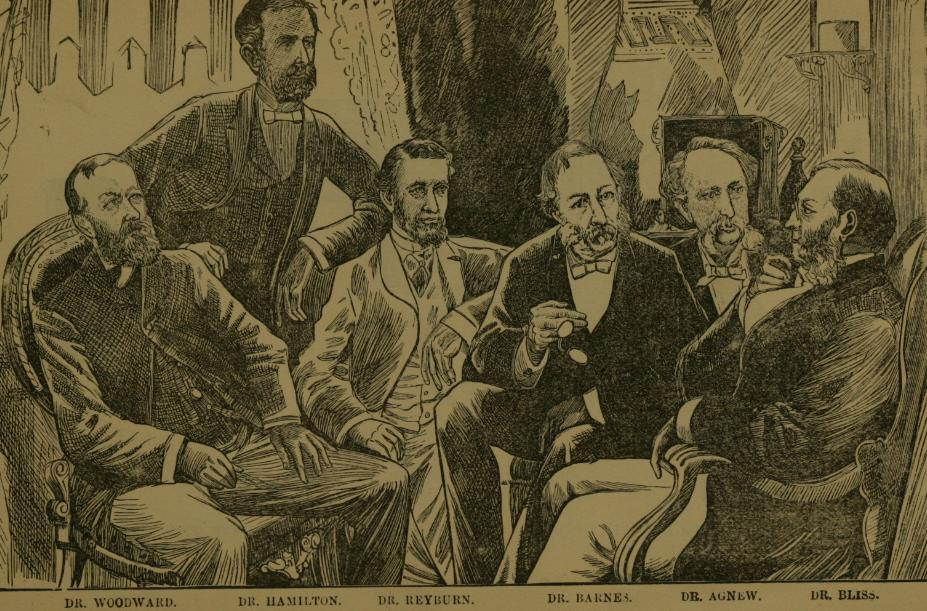
Lekarze, debatujący nad stanem prezydenta

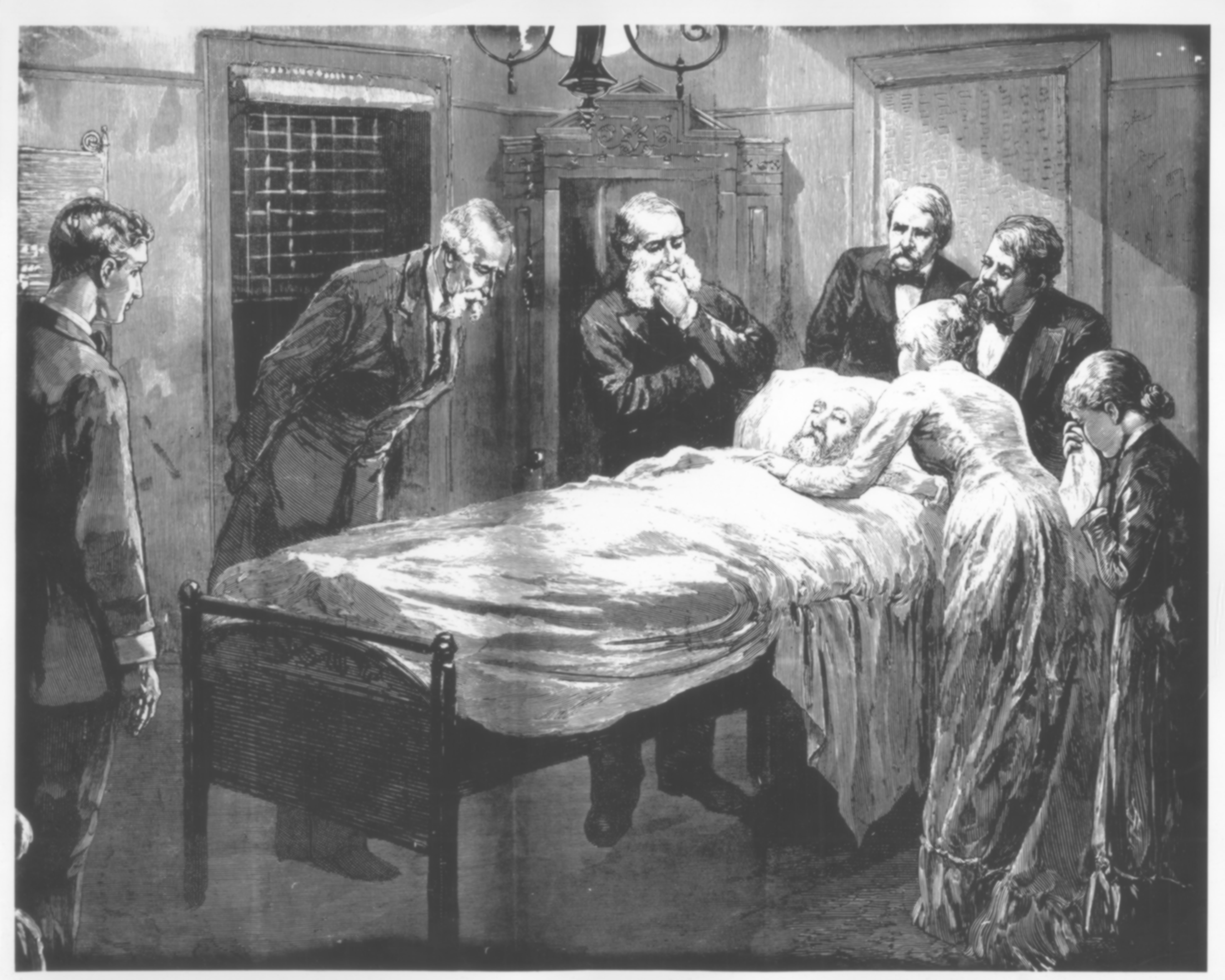
Prezydent na łożu śmierci

Niezwłocznie po zamachu przeniesiono rannego Garfielda na wyższe piętro dworca i ułożono na materacu. Niedługo potem przybył miejscowy lekarz, dr Smith Townshend, który orzekł, że jedna kula drasnęła ramię, natomiast druga znajduje się pomiędzy 10. a 11. żebrem. Wkrótce potem przewieziono prezydenta do Białego Domu, gdzie nad jego zdrowiem czuwało szesnastu lekarzy. Według nich, rokowania były złe – uważali, że Garfield nie przeżyje do następnego dnia. Pomimo tego, stan rannego się poprawił, a on sam cały czas pozostawał przytomny. Podawano mu wówczas morfinę, chininę, opium i mocne trunki. Zdrowiu prezydenta nie służyła także upalna pogoda. Przez cały czas lekarze usiłowali zlokalizować kulę w ciele prezydenta – szukano jej za pomocą rąk i niesterylnych instrumentów. Ponieważ nie było wówczas aparatów Rentgena, poproszono Alexandra Grahama Bella, o skonstruowanie urządzenia, które umożliwiłoby lokalizację kuli. Pomimo kilku prób, m.in. 26 i 31 lipca, sztuka ta nie udała się. Nieudane zabiegi lekarzy doprowadziły w końcu do rozwinięcia się infekcji i ogólnego osłabienia organizmu rannego. W konsekwencji u Garfielda pojawiała się okresowo wysoka gorączka. Ponieważ pogoda stawała się coraz bardziej dokuczliwa, 6 września przewieziono prezydenta do Elberon w New Jersey. Lekarze nie zdołali jednak powstrzymać rozwijającej się infekcji, w wyniku której prezydent dostał zapalenia płuc, a następnie ataku serca. James Garfield zmarł 19 września 1881.
Wkrótce potem odbyły się uroczystości pogrzebowe: w Elberon i w Waszyngtonie. Pochówek miał miejsce w Cleveland, gdzie spoczęło ciało prezydenta.
Według współczesnych lekarzy i biografów, życie prezydenta można było uratować. Lekarze, usiłując usunąć kulę, posługiwali się niesterylnymi przyrządami, co doprowadziło do rozwoju infekcji. Jak się okazało, organizm prezydenta wytworzył torbiel, która uczyniła samą kulę nieszkodliwą dla zdrowia.

## Proces zamachowca

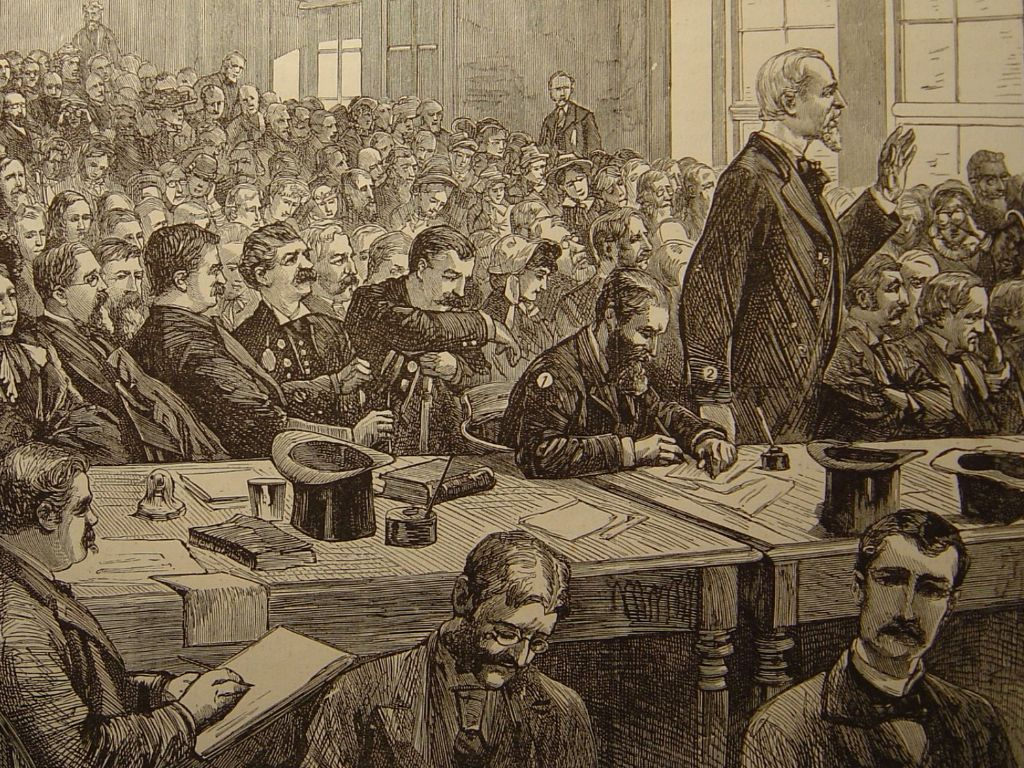
Proces zamachowca w 1881

Charles J. Guiteau został zatrzymany i aresztowany, niemal natychmiast po zamachu, przez oficera policji, Patricka Kearneya. Zaraz po śmierci Garfielda Guiteau został oskarżony o zabójstwo. W procesie, który rozpoczął się 24 września, jego pełnomocnikiem był jego szwagier, George Scoville. Proces przyciągnął uwagę opinii publicznej, gdyż Guiteau konsekwentnie zakłócał prowadzenie rozpraw. Utrzymywał, że działa w imieniu Boga, wdawał się w polemiki, zarówno z obroną, jak i z oskarżeniem, a także obrażał świadków. Pomiędzy rozprawami przebywał w St. Elizabeth Hospital; dwukrotnie usiłowano na nim dokonać samosądu. Obrońcy usiłowali dowieść, że oskarżony jest niespełna władz umysłowych i powoływali w tym celu licznych biegłych psychiatrów. Sam Guiteau konsekwentnie utrzymywał, że jest w pełni poczytalny i działał w imieniu Boga. W przemówieniu skierowanym do ławy przysięgłych 21 stycznia 1882 powiedział: „Powieszenie człowieka w moim stanie psychicznym, będzie trwałą hańbą narodu amerykańskiego”. 4 dni później sędzia Walter Cox ogłosił wyrok, skazujący zamachowca na śmierć przez powieszenie. Wyrok został wykonany w Waszyngtonie 30 czerwca 1882.

## Konsekwencje
Wskutek śmierci Garfielda, nowym prezydentem został dotychczasowy wiceprezydent Chester Arthur. W wyniku słów wykrzykniętych przez Guiteau w chwili zamachu pojawiły się spekulacje, jakoby Arthur był zamieszany w spisek na życie prezydenta. Nie znajdują one jednak potwierdzenia w rzeczywistości, ponieważ nie ma przekonujących dowodów, przemawiających za tą tezą. Arthur okazał się być reformatorem administracji państwowej. Było to szczególnie zaskakujące dla frakcji „Stalwarts”, która wspierała wcześniej Arthura. Nowy prezydent musiał jednak odciąć się od dawnych sprzymierzeńców, aby odsunąć od siebie podejrzenia o współudział w zamachu. Wydarzenia, które doprowadziły do śmierci Garfielda, spowodowały uchwalenie w 1883 roku uchwały autorstwa George’a Pendletona – „Pendelton Civil Sernice Act”. Regulowała ona sposób zatrudniania urzędników w administracji państwowej – powstała Komisja ds. Administracji Państwowej, która nie była zależna od departamentów gabinetu.